# Відкритий світ
Відкритий світ (від англ. Open World) — один з різновидів жанру відеоігор, де гравець може вільно пересуватися у віртуальному світі та, на свій власний розсуд, міняти певні речі. Такий дизайн рівнів також називають пісочницею. Однією з основних умов відкритого світу є відсутність штучних бар'єрів, на відміну від невидимих стін або екранів завантаження між рівнями, які властиві лінійним іграм.

## Найвизначніші ігри
Ігри, в яких присутній відкритий світ:
- Серія Assassin's Creed
- Серія Driver
- Серія Fallout
- Серія Final Fantasy
- Серія Grand Theft Auto
- Серія Saints Row
- Серія S.T.A.L.K.E.R.
- Серія The Elder Scrolls
- Серія True crime
- Серія Всесвіт X
- ArcheAge
- Blaster Master
- Dead Island
- Серія Far Cry
- Fuel
- Haven and Hearth
- Just Cause
- Metal Gear Solid V: The Phantom Pain
- Minecraft
- Mount & Blade
- Red Dead Redemption
- Sleeping Dogs (відеогра)
- Terraria
- The Saboteur
- Watch Dogs
- Xenus: Точка кипіння
- Xenus 2: Біле золото
- Mafia III

## Див також
Токени (криптовалюта)
NFT-ігри